# Conservatori d'Amsterdam
El Conservatori d'Amsterdam (Conservatorium van Amsterdam, en neerlandès) és una acadèmia holandesa de música ubicada a la capital dels Països Baixos, Amsterdam. És la divisió musical de l'Escola de les Arts d'Amsterdam (Amsterdamse Hogeschool voor de Kunsten), la universitat vocacional d'arts, i és l'escola superior de música més gran de les nou que hi ha als Països Baixos, amb prop de 1.100 estudiants. S'hi pot estudiar música clàssica, jazz, pop, música antiga, pedagogia i òpera.

## Història
El precursor més antic del conservatori va ser fundat el 1884 per Julius Röntgen, Frans Coenen i Daniël de Lange, amb el nom d'Amsterdamsch Conservatorium (Conservatori d'Amsterdam; l'anomenem en neerlandès per no confondre'l amb l'actual), i quatre anys més tard es va construir el Concertgebouw (que significa sala de concerts), un auditori considerat una de les tres millors sales de concerts del món. El 1931 es va crear una altra part de l'Amsterdamsch Conservatorium: la Bachzaal (sala Bach). El 1920 havia sorgit, també a Amsterdam, una nova acadèmia, el Conservatori del Muzieklyceum ("Conservatori del Liceu Musical"), que va estar competint amb l'Amsterdamsch Conservatorium fins que el 1976 totes dues, juntament amb el Conservatori de Haarlem, es van unir i van formar el Conservatori Sweelinck. Aquesta nova acadèmia de música es va ubicar, el 1985, a l'edifici de l'antiga caixa d'estalvis del carrer de Van Baerlestraat. Uns anys més tard, el 1994, el Conservatori Sweelinck es va fusionar amb el Conservatori de Hilversum i es va crear l'actual Conservatori d'Amsterdam, que va començar a funcionar com a entitat autònoma el 1998, al carrer de Van Baerlestraat i a la zona del canal Nieuwe Vaart. Finalment, el 2008 el conservatori es va moure a un nou edifici, l'actual, situat al moll d'Oosterdokskade, 151, dins l'Oosterdokseiland, un barri situat a la part est del moll d'Amsterdam.

## Nou edifici
Des del 21 d'abril de 2008, el Conservatori d'Amsterdam es troba en el nou edifici situat a l'Oosterdokseiland, prop de l'estació d'Amsterdam Centraal, i en una àrea cultural, envoltat de la biblioteca central d'Amsterdam i del Muziekgebouw ("edifici de la música"), un gran edifici amb tres sales on es fan concerts de música clàssica i jazz.
Aquest nou complex està dissenyat amb una mentalitat actual. Els alumnes hi poden desenvolupar projectes amb altres estudiants, de música o d'altres disciplines artístiques, i organitzar concerts, que solen gravar per després emetre'ls a la ràdio de la pàgina web del conservatori, i per als quals solen vendre ells mateixos les entrades i fer-se els seus propis cartells i fulls de mà.

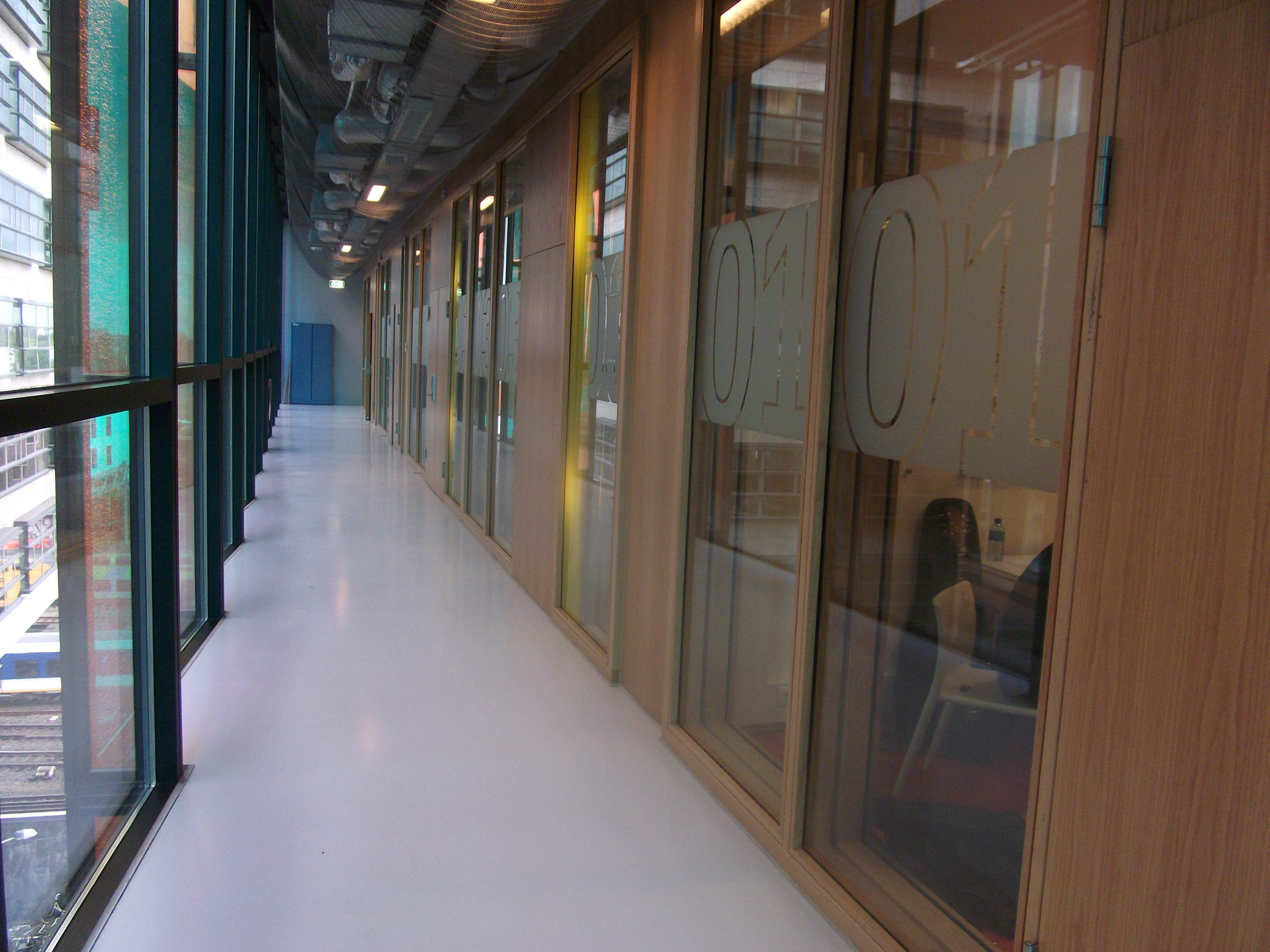
Passadís i aules del conservatori

El disseny de l'edifici, dut a terme per l'arquitecte holandès Frits van Dongen, està basat en el model japonès Engawa, que connecta les finestres i les portes de les cases tradicionals japoneses amb una passarel·la de fusta. Així doncs, el conservatori disposa de passadissos als extrems, que envolten les sales de concert i les aules, i aquesta distribució de l'espai permet l'estudi dels alumnes sense molèsties, ja que els passadissos impedeixen que entri el soroll de fora. D'altra banda, les grans finestres que hi ha a les parets exteriors de l'edifici propicien que es pugui aprofitar en gran part la llum natural que deixen passar durant tot el dia. De la part acústica del disseny, es va encarregar l'empresa Peutz, que va estudiar les propietats acústiques necessàries per construir unes aules i unes sales de concert amb una bona sonoritat.
El nou edifici té tres parts. En primer lloc, a la planta baixa hi ha l'entrada, la cafeteria i quatre sales:
- la Bernard Haitinkzaal (sala Bernard Haitink), la més gran de totes, amb 450 butaques
- l'Amsterdam Blue Note, on es fan concerts de jazz i de pop, amb 200 butaques
- la Sweelinckzaal (sala Sweelinck), amb 120 butaques
- i la Theaterzaal (sala de teatre), amb 50 butaques

La Bernard Haitinkzaal i la Sweelinckzaal tenen finestres que permeten l'entrada de llum natural, la qual cosa és inusual en una sala de concerts, i totes quatre sales tenen un equip de gravació perquè tots els concerts que s'hi representin es puguin enregistrar.
La segona part conté quatre plantes amb aules per fer classe, i a sobre hi ha dues plantes més, que contenen la biblioteca del conservatori, una sala de lectura i aules d'estudi.